# Diadectes
 (décembre 2018).
Genre
Espèces de rang inférieur
- † D. absitus Berman et al., 1998
- † D. maximus
- † D. tenuitectus

Diadectes (qui signifie « morsure pénétrante ») est un genre éteint de grands tétrapodes ressemblant beaucoup à un reptile qui vivait au Permien inférieur. C'est l'un des tout premiers tétrapodes herbivores et aussi l'un des premiers animaux terrestres à atteindre de grandes dimensions.

## Description
Diadectes était un animal lourdement charpenté, de 1,5 à 3 mètres de long, avec un crâne fortement ossifié, des vertèbres et des côtes massives, des membres massifs et courts, des jambes robustes. La structure des membres et des vertèbres indique clairement qu'il s'agissait d'un animal terrestre.

## Paléobiologie
Il possède certaines caractéristiques des reptiles et des amphibiens, combinant un crâne primitif proche des seymouriamorphes et un reste du squelette plus évolué proche des reptiles. Diadectes a été classé comme un proche parent des premiers amniotes.
Parmi ses caractéristiques primitives, on peut citer une large échancrure otique (une fonctionnalité présente chez les amphibiens du Paléozoïque) avec un tympan ossifié.
En même temps ses dents montrent des spécialisations pour un régime herbivore qui ne figurent pas chez les autres types d'animaux du début du Permien. Les huit dents de devant sont spatulées, en forme de porte-manteau, et jouaient le rôle des incisives qui servaient à couper les bouchées de végétation. Les grandes dents émoussées situées au niveau des joues montrent une importante usure associée à une bonne occlusion, et auraient fonctionné comme des molaires, en broyant les aliments.
Il avait également un palais secondaire partiel, ce qui signifiait qu'il pouvait mâcher sa nourriture et respirer en même temps, quelque chose que beaucoup d'animaux, même les reptiles les plus avancés, ont été incapables de faire.

## Découvertes
Des restes de Diadectes ont été trouvés dans un certain nombre d'endroits en Amérique du Nord, en particulier le s Red Beds au Texas (Wichita et Clear Fork) dans l'Oklahoma, l'Utah et en Allemagne.

## Galerie

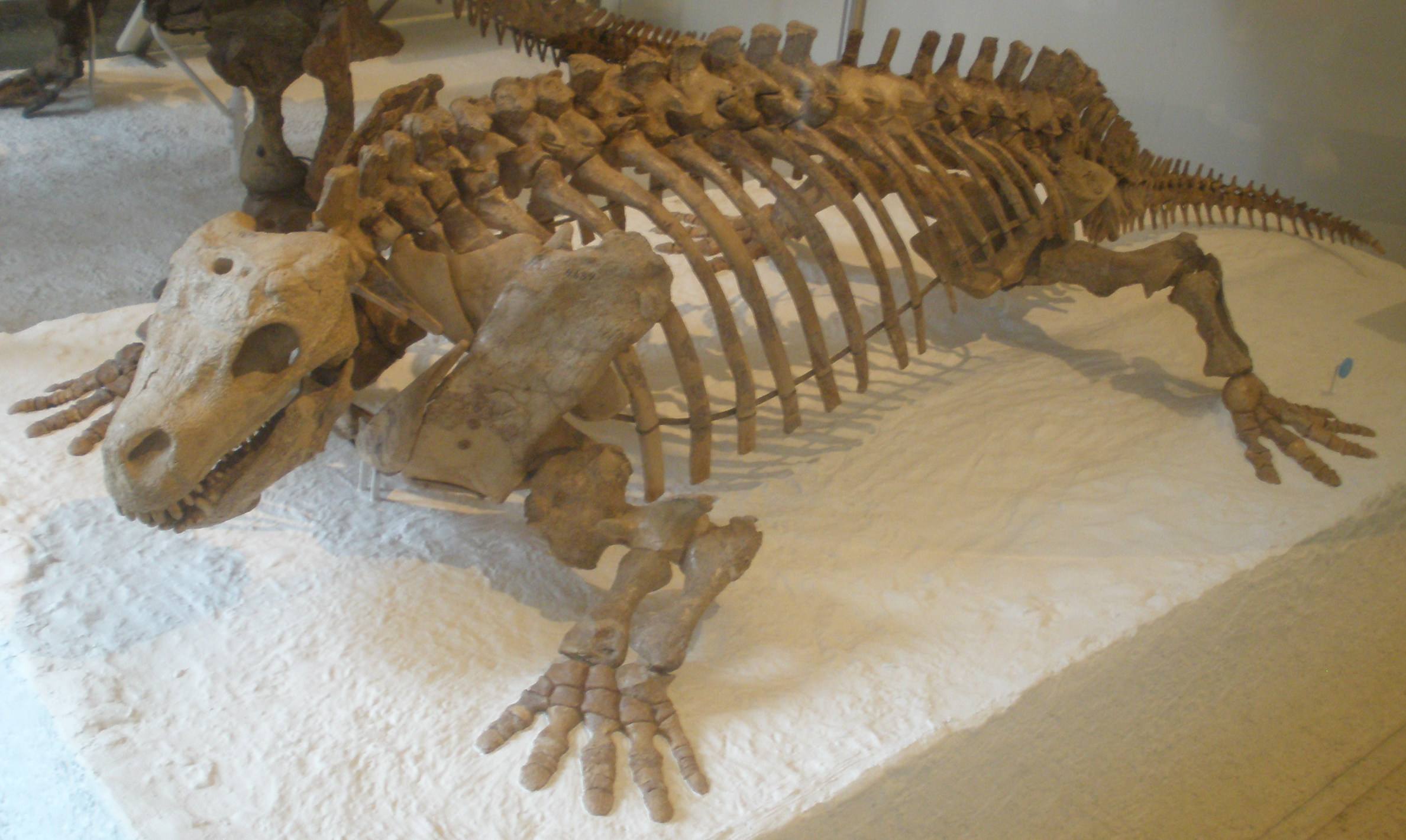
Squelette de Diadectes phaseolinus.